# 6488 Drebach
6488 Drebach è un asteroide della fascia principale. Scoperto nel 1991, presenta un'orbita caratterizzata da un semiasse maggiore pari a 2,4908806 UA e da un'eccentricità di 0,0933406, inclinata di 11,81879° rispetto all'eclittica.